# L'Emploi du temps (film, 2001)
Pour les articles homonymes, voir L'Emploi du temps.
Pour plus de détails, voir Fiche technique et Distribution.
L'Emploi du temps est un film français de Laurent Cantet sorti en 2001. Ce long-métrage est librement inspiré de la véritable histoire de Jean-Claude Romand, un imposteur qui fit croire durant des années à ses proches qu'il était médecin, alors qu'il n'avait aucune activité. 
Porté par l'interprétation d'Aurélien Recoing, ce fut le second succès de son auteur, après Ressources humaines. Le scénario est signé par Robin Campillo et Laurent Cantet.

## Synopsis
Vincent, un consultant en entreprise, cache à son épouse qu'il a perdu son emploi. Il s'invente des rendez-vous de travail fictifs, puis fait croire qu'il a trouvé un nouvel emploi en Suisse,. Pour subvenir à ses besoins, il commence à monter des escroqueries. Pris dans un engrenage, il se trouve amené à travailler pour Jean-Michel, un malfaiteur expérimenté.

## Fiche technique
- Réalisation : Laurent Cantet[2]
- Scénario : Robin Campillo et Laurent Cantet[2]
- Musique : Jocelyn Pook
- Image : Pierre Milon
- Montage : Robin Campillo, Stephanie Leger
- Durée : 134 minutes
- Date de sortie : 14 novembre 2001

## Distribution
- Aurélien Recoing : Vincent[2]
- Karin Viard : Muriel, la femme de Vincent[2]
- Serge Livrozet : Jean-Michel Cabrier
- Jean-Pierre Mangeot : Claude, le père de Vincent
- Monique Mangeot : la mère de Vincent
- Christophe Charles : Fred
- Didier Perez : Philippe
- Maxime Sassier : Nono
- Elisabeth Joinet : Jeanne, la femme de Nono
- Nigel Palmer : Jeffrey
- Olivier Lejoubioux : Stan
- Nicolas Kalsch : Julien, le fils aîné de Vincent et Muriel
- Marie Cantet : Alice, la fille de Vincent et Muriel
- Félix Cantet : Félix, le jeune fils de Vincent et Muriel
- Philippe Jouannet : le directeur des ressources humaines

## Production

### Lieux de tournage
- Le tournage s'est déroulé en janvier et février 2001 dans le département de l'Isère, notamment à Chamrousse, Crolles,   Grenoble, Moirans, Seyssinet-Pariset, Voiron, Voreppe, et dans l'Ain aux environs de Bourg-en-Bresse, Ambérieu…[3]

## Distinctions
- 2000 : Grand Prix du Meilleur Scénariste pour Laurent Cantet
- 2001 : European Film Awards : nomination au Meilleur Scénario pour Laurent Cantet

## Autour du film
- Un film sur le même sujet, mais plus proche du fait divers, fut réalisé l'année suivante par Nicole Garcia sous le titre L'Adversaire, d'après le roman éponyme d'Emmanuel Carrère.

- Il existe un roman du même titre paru en 1956 : L'Emploi du temps de Michel Butor, qui n'a aucun lien avec ce film.